# Maximilià I de Baviera
|  | Aquest article tracta sobre el Príncep Elector de Baviera del segle XVII. Si cerqueu el rei de Baviera del segle XIX, vegeu «Maximilià I Josep de Baviera». |

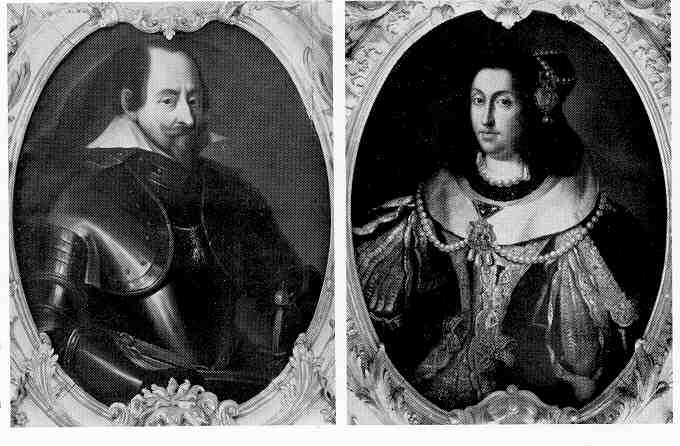
L'elector Maximilià I de Baviera i la seva muller, l'arxiduquessa Maria Anna d'Àustria.

Maximilià I de Baviera (17 d'abril de 1573, Múnic - 27 de setembre de 1651, Ingolstadt) fou Duc de Baviera i primer elector de Baviera. Fou sobirà del territori bavarès des de 1597 fins a 1651.

## Biografia
Era fill del duc Guillem V de Baviera i de la princesa Renata de Lorena. Per via paterna era net del duc Albert V de Baviera i de l'arxiduquessa Anna d'Àustria; mentre que per via materna ho era del duc Francesc I de Lorena i de la princesa Cristina de Dinamarca.
L'any 1595 es casà en primeres núpcies amb la princesa Elisabet Renata de Lorena, filla del duc Carles III de Lorena i de la princesa Clàudia de França. La parella no tingué descendència i Elisabet Renata morí a Múnic l'any 1634.
Pocs dies després de la mort de la princesa Elisabet Renata de Lorena, Maximilià contragué matrimoni en segones núpcies amb l'arxiduquessa Maria Anna d'Àustria, filla de l'emperador Ferran II, emperador romanogermànic i de la princesa Maria Anna de Baviera. La parella tingué dos fills: 
- SM l'elector Ferran I Maria de Baviera, nat a Múnic el 1636 i mort a Múnic el 1679. Es casà amb la princesa Enriqueta Adelaida de Savoia.
- SAR el príncep Maximilià Felip de Baviera, nat a Múnic el 1638 i mort a Múnic el 1705. Es casà amb la princesa Maurícia de Latour d'Auvergne.

Educat en un estricte ambient catòlic a la Universitat d'Ingolstadt, començà a prendre part en el govern bavarès l'any 1591. L'any 1595 esdevingué duc de Baviera després de la renúncia del seu pare, el duc Guillem V de Baviera.
Amb el seu ascens al tron comença una etapa de gran activitat diplomàtica en què Baviera inicià un paper preponderant. Des d'un inici, Maximilià I mostrà la seva ferma voluntat d'engrandir el ducat i per això manà l'ampliació de la Residenz de Múnic. Alhora inicià una política de modernització de l'exèrcit i capacitació de la seva elit directiva per raó d'un possible enfrontament armat a Alemanya.
Malgrat tot, Maximilià I s'havia mostrat recelós d'exercir influència a Alemanya fins a l'any 1607. L'any 1607, les tropes bavareses ocuparen la ciutat lliure de Donauwörth per ordres de l'emperador després que els ciutadans protestants d'aquesta ciutat haguessin expulsat als catòlics. Maximilià, a més a més, ordenà fortes mesures de repressió en contra dels protestants. L'aliança entre els Habsburg alemanys i els Habsburg hispànics, la Lliga Catòlica, va provocar l'aliança de tots els seus potencials enemics i rivals a Europa: el Regne de Suècia i el seu rei Gustau II Adolf, el Regne de Dinamarca amb Cristià IV, les Províncies Unides dels Països Baixos i, sobretot, el Regne de França amb Lluís XIII. Ràpidament alguns prínceps protestants es mostraren molestos i formaren la Unió Protestant que pretenia ser l'equivalent de la Lliga Catòlica. La Unió Protestant finançà la formació d'un exèrcit que en un primer moment optà per una política de defensa més que no pas d'atac.
L'any 1619 Maximilià I refusà presentar-se com a candidat al tron imperial. Com a conseqüència de la guerra a Bohemia que porta a l'elector Frederic V, elector palatí al tron de Praga l'any 1618, Maximilià firmà un seguit de tractats amb l'emperador Ferran II, emperador romanogermànic que li asseguraven importants guanys territorials a canvi d'ajuda als Habsburg. Per tal d'assegurar-se la victòria, Maximilià firmà un tractat de neutralitat amb la Unió Protestant i ocupà l'Alta Àustria per assegurar-se el compliment del tractat amb Ferran II. Així, l'any 1620, Maximilià I s'enfrontà amb Frederic V, elector palatí i el derrotà a la batalla de la Muntanya Blanca. Tot i el tractat de neutralitat firmat amb la Unió Protestant, les tropes de Maximilià ocuparen l'Electorat del Palatinat i l'any 1623 es feu investir amb la dignitat electoral. Amb totes aquestes campanyes Maximilià I obtingué l'Alt Palatinat a canvi de retornar a l'emperador l'Alta Àustria.
A partir d'aquest moment, el protagonisme de Maximilià en les qüestions interiors d'Alemanya perderen força. D'una banda, l'any 1630 significà l'inici de la preponderància protestant, i de l'altra, el Tractat de Fointenebleau de 1631 que garantia la neutralitat bavaresa no fou complert pel rei francès.
Així, l'any 1632 les tropes sueques ocuparen la ciutat de Múnic i Maximilià hagué de retornar a l'obediència imperial i a sotmetre's, militarment parlant, a les ordres d'Albrecht von Wallenstein que havia tornat al servei de l'emperador després que hagués estat expulsat a iniciativa del mateix Maximilià. L'acostament de Maximilià a l'òrbita imperial feu que es maridés en segones núpcies amb l'arxiduquessa Maria Anna de Baviera. L'agost de 1644, els exèrcits francesos i bavaresos es van trobar en la batalla de Freiburg en la qual ambdós bàndols van patir nombroses baixes. Convençut que la guerra ja no es podia guanyar, Maximilià va pressionar Ferran perquè acabés amb el conflicte.
Els francesos a Renània comandats per Henri de la Tour d'Auvergne i el suecs comandats per Carl Gustaf Wrangel, que havia substituït Lennart Torstenson, van envair Baviera per separat l'estiu de 1646, i Maximilià es va desesperar per posar fi a una guerra que va ser el principal responsable d'iniciar. Els espanyols van donar a conèixer l'oferta secreta del cardenal Mazzarino d'intercanviar la Catalunya ocupada pels francesos pels Països Baixos espanyols, i els holandesos, enfadats per aquesta duplicitat, van acordar una treva amb Espanya el gener de 1647 negociant els seus propis termes de pau. En no haver aconseguit adquirir els Països Baixos a través de la diplomàcia, Mazzarino va decidir fer-ho per la força i alliberar recursos, i el 14 de març de 1647 amb la tractat d'Ulm signada amb entre França, Suècia, Baviera va renunciar a la seva aliança amb l'Imperi.
L'ofensiva francesa es va ensorrar quan les tropes de Turenne, majoritàriament alemanyes, es van amotinar i el general bavarès Johann von Werth es va negar a complir els acords d'Ulm. Encara que els amotinaments es van suprimir ràpidament, Maximilià es va sentir obligat a seguir l'exemple de Werth i al setembre va ordenar a von Bronckhorst-Gronsfeld que combines les restes de l'exèrcit de Baviera amb les tropes imperials sota von Holzappel. Superats en nombre per un exèrcit franco-suec dirigit per Wrangel i Turenne, van ser derrotats a la batalla de Zusmarshausen el maig de 1648 i von Holzappel va morir, tot i que el gruix de l'exèrcit imperial va escapar gràcies a una eficaç acció de rereguarda de Raimondo Montecuccoli, però Baviera va quedar indefensa una vegada més. El Tractat de Westfàlia de 1648 assegurà els guanys territorials de Baviera amb la inclusió de l'Alt Palatinat als territoris de Maximilià. Alhora assegurà la dignitat electoral que es mantingué en el si de la seva família fins a l'extinció de l'Imperi el 1803.
Maximilià I morí a la ciutat bavaresa d'Ingolstadt i fou enterrat a l'Església de Sant Miquel de Múnic.